# Tupolev ANT-9
Tupolev ANT-9 (tiếng Nga: Туполев АНТ-9) là một loại máy bay chở khách của Liên Xô trong thập niên 1930. Nó được phát triển để phục vụ hàng không nội địa.

## Quốc gia sử dụng
Quân sự
 Thổ Nhĩ Kỳ
- Không quân Thổ Nhĩ Kỳ

 Liên Xô
- Không quân Xô viết

Dân sự
 Liên Xô
- Aeroflot
- Deruluft

 Thổ Nhĩ Kỳ
- Turkish Airlines

## Tính năng kỹ chiến thuật (PS-9)
Dữ liệu lấy từ The Osprey Encyclopedia of Russian Aircraft 1875-1995 
Đặc điểm tổng quát
- Kíp lái: 2
- Sức chứa: 9 hành khách
- Chiều dài: 17,01 m (55 ft 9⅔ in)
- Sải cánh: 23,85 m (78 ft 10 in)
- Chiều cao: 5 m[2] (16 ft 4¾ in)
- Diện tích cánh: 84 m² (904 ft²)
- Trọng lượng rỗng: 4.400 kg (9.700 lb)
- Trọng lượng có tải: 6.200 kg (13.668 lb)
- Động cơ: 2 × Mikulin M-17, 373 kW (500 hp)  mỗi chiếc

 Hiệu suất bay 
- Vận tốc cực đại: 215 km/h (117 kn, 134 mph)
- Vận tốc hành trình: 180 km/h (97 kn, 112 mph)
- Tầm bay: 700 km (378 nm, 435 mi)
- Trần bay: 5.100 m (16.732 ft)
- Vận tốc lên cao: 2,8 m/s (550 ft/phút)
- Tải trên cánh: 73,8 kg/m² (15,1 lb/ft²)
- Công suất/trọng lượng: 0,12 kW/kg (0,073 hp/lb)